# 서머 나이트 타운
서머 나이트 타운(サマーナイトタウン, Summer Night Town)은 1998년 5월 27일에 발매된 모닝구무스메의 두 번째 싱글이다.

## 개요
- 참가 멤버는 나카자와 유코, 이시구로 아야, 이이다 카오리, 아베 나츠미, 후쿠다 아스카, 야스다 케이, 야구치 마리, 이치이 사야카.

- 2기 멤버 (야스다 케이, 야구치 마리, 이치이 사야카) 첫 참가 (코러스) 싱글이다.

- 1997년 7월 23일, 코코넛츠무스메가 데뷔 싱글로 커버 (English Version) 하였다.

- 다른 버전의 음원을 추가한 12cm반이 2004년 12월 15일에 발매된 모닝구무스메 EARLY SINGLE BOX에 수록되었으며, 2005년 3월 2일에는 같은 작품이 싱글로 발매되었다.

## 수록곡

### 8cm반
1. サマーナイトタウン
작사, 작곡 : 층쿠 / 편곡 : 마에지마 야스아키
2. A MEMORY OF SUMMER '98
작사, 작곡 : 층쿠 / 편곡 : 마에지마 야스아키
3. サマーナイトタウン (Instrumental)

### 12cm반
1. サマーナイトタウン
2. A MEMORY OF SUMMER '98
3. サマーナイトタウン (Instrumental)
4. サマーナイトタウン (First Live Version)

## 참여 뮤지션
※괄호는 트랙 번호
- 오기미 겐 - 퍼커션 (1)
- 이나바 마사히로 - 기타 (1)
- 마에지마 야스아키 - 기타, 프로그래밍 (1)

## 차트
- 주간최고순위 4위 (오리콘 차트)